# جورجه پتروویچ
جورجه پتروویچ (صربی: Đorđe Petrović؛ زادهٔ ۸ اکتبر ۱۹۹۹) بازیکن فوتبال اهل صربستان است که برای چلسی در لیگ برتر انگلیس بازی می‌کند.
از باشگاه‌هایی که در آن بازی کرده است می‌توان به باشگاه فوتبال چوکاریچکی اشاره کرد.
وی همچنین در تیم‌های ملی فوتبال زیر ۲۱ سال صربستان و صربستان بازی کرده است.